# Arbejdsmarked
Et arbejdsmarked er et marked, hvor arbejdskraft købes og sælges. Det vil sige, at arbejdere udbyder deres tjenester til gengæld for løn. Arbejdsmarkedets sammensætning er derfor bestemmende for løndannelsen.

## Teorien
I virkeligheden er der ikke ét arbejdsmarked, men en række delarbejdsmarkeder. Typisk betragter man dog i generelle teorier arbejdsmarkederne under et, og betegner summen arbejdsmarkedet. Arbejdsmarkedet er et marked, som så mange andre, men forskellen er, at efterspørgslen her er afledt. Virksomhederne beslutter ikke først at efterspørge arbejdskraft, de beslutter først, at de vil udbyde noget på varemarkedet og herefter udleder de deres efterspørgsel efter arbejdskraft heraf.
Typisk antages det desuden, at 1) der er fuldkommen konkurrence på både vare- og arbejdsmarkedet, 2) der er tale om profitmaksimerende virksomheder. Det betyder samlet set, at de enkelte virksomheder er pristagere på såvel vare- som arbejdsmarkedet.

## Produktionsfunktion og værdien af arbejdets marginalprodukt
Udgangspunktet for en virksomhed er dennes produktionsfunktion, hvor den producerede mængde er en funktion af antallet af ansatte arbejdere. Det antages her typisk, at det marginale arbejdsprodukt (MAP) er aftagende ved ekstra arbejdere. Værdien af dette marginalprodukt (VMAP) fremkommer ved, at prisen P (fastsat eksogent på varemarkedet) ganges på marginalproduktet, så VMAP = P x MAP. Virksomhederne vil ansætte arbejdere, hvis værdien af deres marginalprodukt er over deres løn (W), omvendt vil de fyre arbejdere, hvis deres løn er over værdien af deres marginalproduktion. Det betyder, at vi i ligevægten får W = VMAP = P x MAP.
Da markedslønnen er givet for den enkelte virksomhed får vi altså, at det profitmaksimerende antal arbejdere er givet ved følgende figur:

## Modellen
Heraf kan den faldende efterspørgselskurve på arbejdsmarkedet også udledes (da lavere markedsløn her klart betyder større efterspørgsel og omvendt). Den stigende udbudskurve er derimod mere naturlig, og bunder i, at alternativomkostningerne ved at arbejde er at holde fri. Der er et trade-off mellem arbejde og fritid.
Herved kan vi altså opstille følgende to udbuds- og efterspørgselsdiagrammer:
Vi har nu to fakta, som skal sammenholdes, hvis der skal være lige vægt på begge disse markeder
- 1) Lønnen skal balancere udbud- og efterspørgsel efter arbejdskraft
- 2) På varemarkedet ved vi, at det må gælde (se profitmaksimering, da der er fuldkommen konkurrence, at marginalomkostningerne (MC) må være lige med prisen. Da lønnen dividerede med det marginale arbejdsprodukt er et udtryk for marginalomkostningerne fås, at P = MC → P = W / MAP → W = P x MAP.

Umiddelbart kunne man tro, at disse ting var modstridende, men ovenfor viste vi lige præcis, at virksomhederne skal ansætte arbejdere indtil, at W = P x MAP og derfor har vi altså, at 1) må føre til 2)

## Ændringer og skift i kurver
Arbejdsefterspørgselskurven kan ændre sig hvis:
- 1) Priserne på markedet ændrer sig, hvilket ændrer på værdien af marginalproduktet.
- 2) Teknologiske ændringer (gennem påvirkning af marginalproduktet)
- 3) Ændringer i prisen på andre produktionsfaktorer

Arbejdsudbudskurven kan ændre sig hvis:
- 1) Smagen for fritid ændrer sig
- 2) Antallet af arbejdere ændrer sig grundet immigration og emigration
- 3) Ændringer på et arbejdsmarked kan være forårsaget af ændrede muligheder på andre.

Vi ser her på hhv. en ændring i
- 1) Arbejdetsudbuddet, som bliver større. Herved vokser beskæftigelsen mens at lønnen falder.
- 2) Arbejdetsefterspørgslen, som bliver større. Herved vokser beskæftigelsen samtidig med at lønnen stiger.

En anden mulighed er, at der sker en ændring på varemarkedet, som herefter smitter af på arbejdsmarkedet (at arbejdsmarkedet påvirker varemarkedet tilbage tages der ikke højde for her). (1) en stigning i efterspørgslen fører til (2) en stigning i prisen, der fører til en stigning i VMAP og derfor udbudskurve, hvilket (4) fører til både højere løn og højere beskæftigelse.

## Forholdet til andre produktionsfaktorer
Ligesom for arbejdsmarkedet kan man udvikle lignende teorier for de to andre produktionsfaktorer: kapital og jord. Han er det vigtigt, at skelne mellem købs- og lejeprisen. Den tilsvarende teori gælder for lejeprisen, da lønnen jo er prisen for at leje arbejdskraft. Derfor må det også gældende at VMJP = VMKP = VMAP, dvs. at værdien har marginalproduktet for alle produktionsfaktorerne jord (j), kapital (k) og arbejdskraft (a) må være ens. Herved ses det også, at der er en tæt sammenhæng mellem markederne for de tre produktionsfaktorer, og at mængde- og prisændringer på den ene markedet påvirker de andre.
| Økonomi | Spire Denne artikel om økonomi er en spire som bør udbygges. Du er velkommen til at hjælpe Wikipedia ved at udvide den. |